# Shepperton Studios

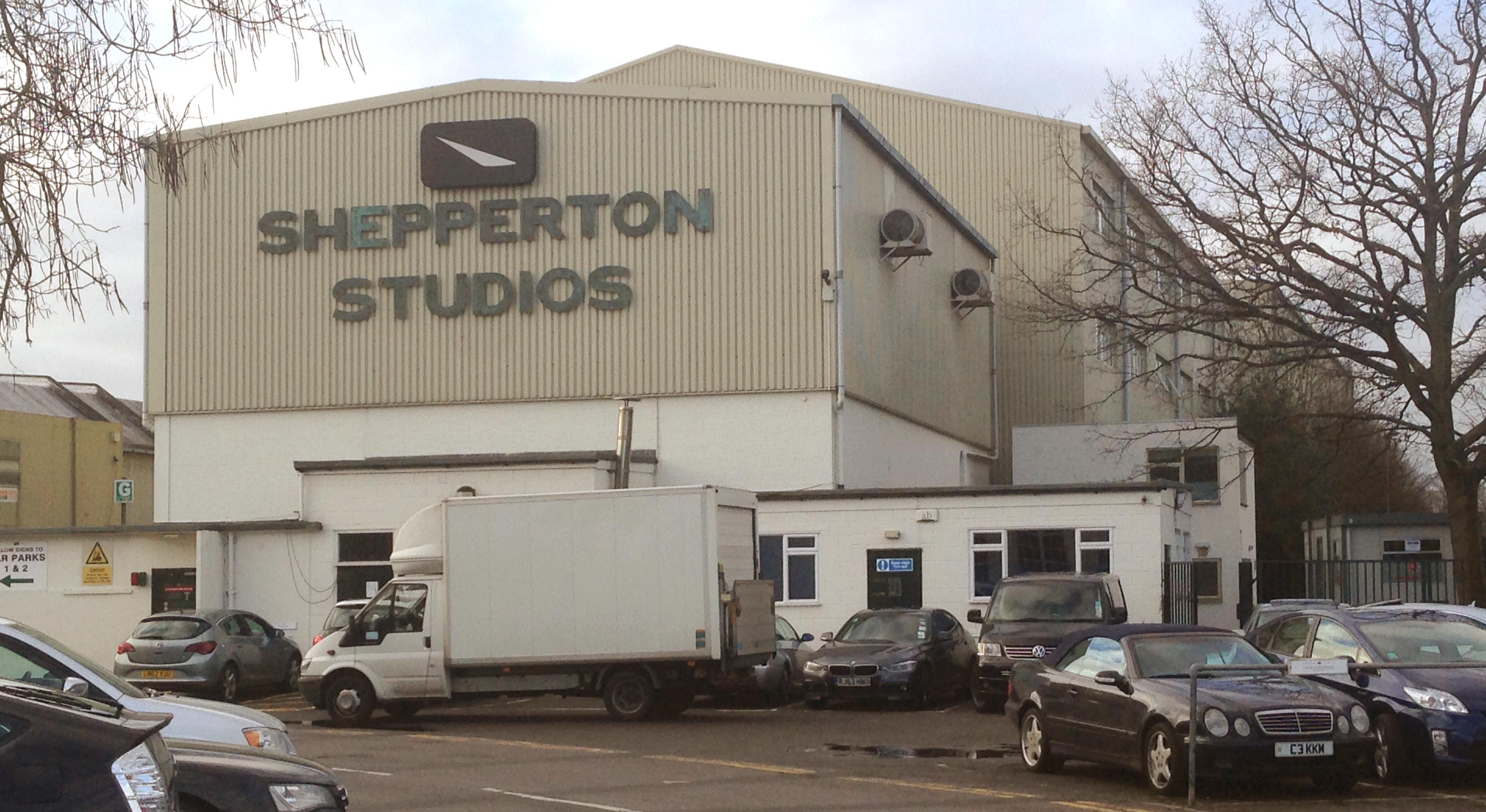
Shepperton Studios (2014)

Die Shepperton Studios sind ein Filmstudio in Shepperton. Es zählt zu den historisch wichtigsten Studios in Großbritannien und ist immer noch in Betrieb. Hier entstanden Filme wie Der Weg nach oben (1958), Alien (1979), Gandhi (1982), The Crying Game (1992), Avengers: Age of Ultron (2015) und Life (2017).

## Die Anfänge
1931 kaufte Norman Loudon, ein schottischer Geschäftsmann, das Anwesen Littleton Park sowie 240.000 m² Grund, gelegen am Fluss Ash in Shepperton. Loudon hatte noch keine Erfahrungen im Filmgeschäft, aber er hatte eine gut laufende Firma namens Flicker Productions, die fotografische Daumenkinos herstellte. Loudon beschloss, dass sich Littleton Park hervorragend für eine Expansion in die Filmproduktion eignen würde, und gründete 1932 eine neue Gesellschaft, die Sound City Film Producing & Recording Studios. Noch im selben Jahr produzierten die Studios drei Kurzfilme für MGM und zwei Spielfilme, Watch Beverly und Reunion City.
Ende 1934 war der Bedarf für das Studiogelände so hoch, dass in großem Maßstab expandiert werden musste. Nach dem Umbau wurde das Studio 1936 wiedereröffnet, jetzt mit sieben Produktionshallen, zwölf Schneideräumen, 3 Kinos, Lager für Szenenbilder und Werkstätten. Das Haupthaus wurde nunmehr als Hotel und Restaurant geführt.
Der wahrscheinlich bekannteste Shepperton-Film aus dieser Periode ist French Without Tears (1939), eine Terence-Rattigan-Verfilmung mit einem Drehbuch von Anatole de Grunwald.

## Spezialaufgaben im Zweiten Weltkrieg
Bei Ausbruch des Zweiten Weltkriegs wurde Shepperton vom Kriegsministerium als sicherer Ort eingeschätzt, da es 22 Kilometer vom Zentrum Londons entfernt liegt. Übersehen wurde, dass ein paar Kilometer jenseits der Ash die Vickers-Armstrong Fabrik Spitfires und Wellington-Bomber herstellte – ein primäres Ziel für die deutsche Luftwaffe. Immer wieder wurden die Filmarbeiten durch Bombenalarm unterbrochen, manchmal fielen Fehlgänger aufs Studiogelände. Nachdem die Fabrik tatsächlich getroffen wurde, stellte das Kriegsministerium die Shepperton Studios in seine Dienste. Die Bühnenbildner stellten nun Nachahmungen von Flugzeugen, Kanonen und sogar Landepisten her, die in Nordafrika zur Täuschung der deutschen Aufklärung verwendet wurden.

## Nach dem Krieg
1945 kündigte Norman Loudon die Wiedereröffnung des Studios an, obwohl er sich selbst innerhalb von 12 Monaten aus der Filmindustrie zurückziehen wolle. Im selben Jahr beendete Sir Alexander Korda seine kurze Zusammenarbeit mit MGM und kaufte London Film Productions. London Film erwarb eine Mehrheitsbeteiligung bei British Lion Films, und 1946 eine 74-%-Mehrheit an Sound City (Films) Limited und damit das Studio in Shepperton zum Preis von £380.000. Der neue Name der Gesellschaft war nun British Lion Studio Company. Sie wurde zu einem bestimmenden Faktor im englischen Nachkriegsfilm.
Einer der ersten Filme, die in Shepperton unter der neuen Leitung entstanden, war eine Oscar-Wilde-Adaption, An Ideal Husband (1947), produziert und inszeniert von Alexander Korda. Während der 1940er Jahre gelang es Korda, von der National Film Finance Corporation (NFFC) einen langfristigen Kredit zur Filmförderung über 3 Millionen Pfund zu bekommen. In den 1950er Jahren waren die Verluste jedoch so hoch, dass 1954 die NFFC die Kredite fällig stellte und einen Konkursverwalter einsetzte. 1955 ging die insolvente Firma in der neuen British Lion Films Limited auf.

## British Lion Films
Die Hauptfunktion der neuen Firma war nicht die Produktion von Filmen, sondern Filmverleih und Finanzgarantien für unabhängige Filmproduzenten. In ihrem Direktorium waren mehrere Filmschaffende vertreten, so zum Beispiel Roy und John Boulting, Frank Launder und Sidney Gilliat, die alle auch Filme für das Studio drehten. In den 50er Jahren entstanden hier somit Filme die eher als Autorenfilme zu sehen waren als die der früheren Periode unter der starken Dominanz Kordas.
Richard Attenborough und Bryan Forbes mit ihren Produktionsfirma Beaver Films führten eine neue Methode der Vorfinanzierung ein – Honorare wurden erst nach dem Erscheinen des Films ausgezahlt. So gelang es, Filme wie The Angry Silence (1960) für nur £ 97.000 zu drehen. Bryan Forbes drehte nach eigenem Buch The L-Shaped Room (1962), produziert von Attenborough und James Woolf. Beide sind Beispiele für Filme, die das sich ändernde soziale und ökonomische Klima im England der 1950er Jahre zum Thema hatten. Realitätsnähe wurde zum Schlagwort der New Wave des britischen Films. In dieses Genre fallen Room At The Top (1958), Regie Jack Clayton oder auch A Kind Of Loving (1962), Billy Liar (1963) und Darling (1965), alle von John Schlesinger.
Anfang 1961 gründeten British Lion und Columbia Pictures gemeinsam BLC-Films, die das Marketing für Filme beider Gesellschaften in Großbritannien übernehmen sollte. BLC Films existierte bis 1967.
1963 gab British Lion Ltd. bekannt, dass man £ 600.000 des Staatskredits zurückgezahlt habe.

## Verkauf
Trotz der Teilrückzahlung beschloss die Regierung 1964, die Gesellschaft zu privatisieren, und verkaufte an eine Gruppe unter der Leitung von Michael Balcon. Die Erträge brachen im ersten Jahr ein, und Balcon wurde durch Lord Goodman ersetzt. Trotz der schwierigen Umstände wurden weiter erfolgreiche Filme produziert, unter anderem zwei Rosarote-Panther-Filme und The Day Of The Jackal (1973) von Fred Zinnemann.
Im Oktober 1973 entstand in den Shepperton-Studios ein Mitschnitt eines Live-Konzerts der Band Genesis. Der auf 16-mm-Material gedrehte Film war lange verschollen und wurde vor einigen Jahren von einer Gruppe von Genesis-Fans ersteigert und digital restauriert. Die so entstandene DVD Shepperton the 16 mm film wird vorwiegend in Genesis-Fankreisen verbreitet.
1978 drehte die Rock-Gruppe The Who in Shepperton die Konzertszenen für die Dokumentation The Kids Are Alright. Dies war der letzte Live-Auftritt von Drummer Keith Moon, der im gleichen Jahr starb. Richard Attenboroughs wohl bekannteste Filme entstanden hier: Young Winston (1972), Gandhi (1982), Cry Freedom (1987) und Chaplin (1992). 1978–1979 drehte Ridley Scott unter großer Geheimhaltung seinen etwas anderen Science Fiction Film Alien (1979).
1984 übernahm Lee International das Studio für 3,6 Millionen Pfund und investierte in eine Renovierung und neue Werkstätten, die 1987 gebaut wurden.
In diese Periode fiel die Herstellung von The Company of Wolves (1984), A Passage To India (1984) und Kenneth Branaghs erste Produktion, Henry V (1989). In den 1990er Jahren entstanden hier unter anderem Neil Jordans Oscar-Gewinner The Crying Game (1992), Kenneth Branaghs Mary Shelleys Frankenstein (1994) und The Madness of King George (1994).

## Übernahme der Shepperton Studios
Im Januar 1995 übernahmen die Brüder Ridley und Tony Scott die Shepperton Studios. 2001 kauften die Pinewood Studios, berühmt für die James-Bond-Filme, das Studio, um Produktionen mit Großbudget anzuziehen. Beide Studios wollen ihre Identität trotz des Zusammenschlusses behalten, obwohl sie gemeinsam geführt werden.
2004 wurde eine Pinewood-Shepperton-Aktie in London aufgelegt. 2005 kaufte man Teddington Studios.
Zusammen haben die Studios nun 41 Produktionshallen, darunter 6 digitale Fernsehstudios, Ton-Nachbearbeitung, Kinos, Gelände für Außenaufnahmen, einen von Europas größten Außen-Wassertanks und eine Halle für Unterwasser-Aufnahmen.
In den 2010er Jahren wurden bislang mehrere Großproduktionen der Marvel Studios in Shepperton gedreht, darunter Thor – The Dark Kingdom, Guardians of the Galaxy und Avengers: Age of Ultron.